# Het tweede motief
Het tweede motief is een hoorspel van Karl Richard Tschon. Das zweite Motiv werd op 3, 10 en 17 december 1965 uitgezonden door de Westdeutscher Rundfunk. Manus van der Kamp vertaalde het en de KRO zond het uit op zondag 1 en 8 oktober 1967. De regisseur was Léon Povel.

## Delen
- Deel 1 (duur: 41 minuten)
- Deel 2 (duur: 49 minuten)

## Rolbezetting
- Luc Lutz (Ed Dickens)
- Fé Sciarone (Margot Dickens)
- Peter Aryans (inspecteur Holloway)
- Johan Schmitz (hoofdinspecteur Nutting)
- Wim de Haas (inspecteur Cuningham)
- Coen Pronk (sergeant Taylor & Harris)
- Paul van Gorcum (Tony Stanley)
- Jeanne Verstraete (Mrs. Ramsey)
- Jan Borkus (Callaghan)
- Eva Janssen (Mrs. Callaghan)
- Harry Bronk (een employé)
- Tine Medema (Mrs. Granger)

## Inhoud
Edgar Dickens, een schrijver van detectiveromans, bevindt zich in een crisis: hij heeft geen ideeën meer. En dan vindt hij in een krant een artikeltje, waarin sprake is van een onbekende dode die nabij een landweg gevonden werd. Dickens, dankbaar voor elk nieuwsje, begeeft zich naar de plek, om de precieze omstandigheden van een klaarblijkelijke moord te onderzoeken. Het wordt een onderzoek in z’n eigen zaak, want Dickens wordt eerst als verdachte gearresteerd door de plaatselijke politie. Hoe komt het tot die verdenking? In ieder geval blijkt, dat de dode een goede bekende van de schrijver is, op wiens schrijfmachine bovendien nog de expressebrief geschreven werd, die de politie bij het lijk gevonden heeft. Nu heeft Dickens zijn plot en hij moest hem niet eens zelf bedenken…